# 孤竹国
孤竹国（こちくこく、拼音: Gūzhú、紀元前17世紀 - 紀元前664年）は、殷・周から春秋時代後期に現在の河北省唐山市に存在した国家である。国君は子姓墨胎氏で殷王室と同姓である。春秋時代には山戎の一つとされた。殷代に湯王によって封じられた。殷墟から出土した甲骨文には「竹侯」という記載がある。孤竹国の国祚は殷の初年から春秋時代中期まで続いた。伯夷・叔斉の故事で知られ、紀元前660年に斉により滅ぼされた。
早期の王城は現在の唐山市附近に位置し、西は現在の唐山市遷西県興城鎮、北は朝陽市凌源市・西遼河、東は葫芦島市、西南は唐山市楽亭県・灤南県・曹妃甸区等の地を領した。東は渤海に臨み、西は燕、南は斉と国境を接した。

## 地理位置
孤竹国は北方に位置する殷朝の辺境の古代国家であった。早期は、西が現在の唐山市遷西県興城鎮、北は朝陽市凌源市・西遼河、東は葫芦島市、西南は唐山市楽亭県・灤南県・曹妃甸区等の地を領した。東は渤海に臨み、西は燕、南は斉と国境を接した。

## 歴史

### 前期
孤竹人は殷の支族である墨胎氏であり、殷が中原を南下した際に部族連合を離脱し次第に独立した勢力を形成していった。後に燕山山麓で農業や遊牧に従事し、現在の遼寧省朝陽市カラチン左翼モンゴル族自治県に定住、天乙により孤竹に封じられた。

### 中期
殷代中期には孤竹国の国勢発展がみられ灤河・青竜河畔で活動していた。この時期の孤竹国は南に移動し西は灤河、北は秦皇島市青竜満族自治県北部、東は葫芦島市、南は渤海湾に至っていた。

### 晩期
周末、孤竹西部では令支（現在の河北省唐山市遷安市）、東北部では山戎の勢力が台頭し孤竹国の国境を脅かすようになっていた。晩期の孤竹国の領域は西は灤河・青竜河、北は現在の万里の長城、東は山海関、南は渤海湾とその勢力範囲の縮小が認められる。紀元前664年（周の恵王13年）、山戎は燕への出兵を行うと、燕は斉に対し救援を要請、要請を受けた斉の桓公は燕救援の兵を山戎に出兵、山戎征伐が行われると孤竹国の国君は殺された。紀元前660年、桓公と管仲は燕と同盟し、再度孤竹国を討伐し滅亡させた。

## 歴代君主
| 代数     | 諡号 | 氏名     | 在位 | 備考       | 出典                                 |
| -------- | ---- | -------- | ---- | ---------- | ------------------------------------ |
| 7        | 父丁 | 墨胎竹猷 | 不明 |            | 『亜微罍考釋』                       |
|          | 亜微 | 墨胎初   | 不明 | 父丁の子   | 『亞微罍考釋』・『史記索隠』         |
|          | 亜憑 | 墨胎馮   | 不明 | 亜微の次子 | 『史記・伯夷列傳』・『路史・国名記』 |
| 以後不明 |      |          |      |            |                                      |

## 孤竹国と高句麗との関係
煬帝の治世、朝鮮半島をめぐり高句麗との関係が緊張したとき、国際通の政治家、裴矩は煬帝に朝鮮領有の必要を説いて次のようにいう。
韓国では「高麗之地，本孤竹国也。」を「孤竹国が高句麗を領していた」ではなく、「高句麗が孤竹国を領していた」と解釈する研究者がおり、檀君の実在性を証明する発表会で、이승종（延世大学）は、孤竹国は高句麗系の古朝鮮国家と主張している。ただし、朝鮮古代史学界の権威である盧泰敦（朝鮮語: 노태돈、ソウル大学）や盧泰敦の弟子の宋鎬晸（朝鮮語: 송호정、韓国教員大学）は完全否定しており、そのため、両者は東北工程と日本の植民史観に追従していると非難されている。

## 関係項目
- 春秋時代
- 伯夷・叔斉
- 唐山市
- 朝陽市